# العلاقات الإكوادورية الرومانية
العلاقات الإكوادورية الرومانية هي العلاقات الثنائية التي تجمع بين الإكوادور ورومانيا.

## مقارنة بين البلدين
هذه مقارنة عامة ومرجعية للدولتين:
| وجه المقارنة                                              | الإكوادور                      | رومانيا                                                                               |
| --------------------------------------------------------- | ------------------------------ | ------------------------------------------------------------------------------------- |
| المساحة (كم2)                                             | 283.56 ألف                     | 238.40 ألف                                                                            |
| عدد السكان (نسمة)                                         | 16.62 مليون                    | 19.59 مليون                                                                           |
| الكثافة السكانية (ن./كم²)                                 | 58.61                          | 82.17                                                                                 |
| العاصمة                                                   | كيتو                           | بوخارست                                                                               |
| اللغة الرسمية                                             | اللغة الإسبانية، كيشوا ‏، شوار ‏ | اللغة الرومانية                                                                       |
| العملة                                                    | دولار أمريكي، سوكري إكوادوري   | ليو روماني                                                                            |
| الناتج المحلي الإجمالي (بليون دولار)                      | 103.06 مليار                   | 211.80 مليار                                                                          |
| الناتج المحلي الإجمالي (تعادل القوة الشرائية) بليون دولار | 185.24 مليار                   | 465.56 مليار                                                                          |
| الناتج المحلي الإجمالي الاسمي للفرد دولار أمريكي          | 6.21 ألف                       | 9.47 ألف                                                                              |
| الناتج المحلي الإجمالي للفرد دولار أمريكي                 | 11.37 ألف                      | 23.63 ألف                                                                             |
| مؤشر التنمية البشرية                                      | 0.746                          | 0.793                                                                                 |
| رمز المكالمات الدولي                                      | +593                           | +40                                                                                   |
| رمز الإنترنت                                              | .ec                            | .ro                                                                                   |
| المنطقة الزمنية                                           | 00                             | ت ع م+02:00، ت ع م+03:00، أوروبا/بوخارست ‏، توقيت شرق أوروبا، توقيت شرق أوروبا الصيفي ‏ |

## منظمات دولية مشتركة
يشترك البلدان في عضوية مجموعة من المنظمات الدولية، منها:
| علم المنظمة | اسم المنظمة                        | تاريخ انضمام الإكوادور | تاريخ انضمام رومانيا |
| ----------- | ---------------------------------- | ---------------------- | -------------------- |
|             | مؤسسة التنمية الدولية              | 7 نوفمبر 1961          | 12 أبريل 2014        |
|             | المنظمة الهيدروغرافية الدولية      | ?                      | ?                    |
|             | مؤسسة التمويل الدولية              | 20 يوليو 1956          | 23 سبتمبر 1990       |
|             | منظمة حظر الأسلحة الكيميائية       | ?                      | ?                    |
|             | يونسكو                             | 22 يناير 1947          | 27 يوليو 1956        |
|             | الأمم المتحدة                      | 21 ديسمبر 1945         | 14 ديسمبر 1955       |
|             | الاتحاد الدولي للاتصالات           | 17 أبريل 1920          | 9 فبراير 1866        |
|             | منظمة الشرطة الجنائية الدولية      | ?                      | ?                    |
|             | البنك الدولي للإنشاء والتعمير      | 28 ديسمبر 1945         | 15 ديسمبر 1972       |
|             | الاتحاد البريدي العالمي            | ?                      | ?                    |
|             | وكالة ضمان الاستثمار متعدد الأطراف | 12 أبريل 1988          | 10 سبتمبر 1992       |
|             | منظمة التجارة العالمية             | ?                      | 1995                 |
|             | الفريق المعني برصد الأرض           | ?                      | ?                    |

## وصلات خارجية
- موقع وزارة الخارجية الإكوادورية
- موقع وزارة الخارجية الرومانية